# Grafenschlag
Grafenschlag je městys v Rakousku ve spolkové zemi Dolní Rakousy v okrese Zwettl. Žije v něm 902 obyvatel (podle sčítání z roku 2016).

## Poloha
Grafenschlag se nachází v severozápadní části spolkové země Dolní Rakousy v regionu Waldviertel. Leží na silnici B36 asi 10 km jižně od Zwettlu.

### Členění
Území městyse Grafenschlag se skládá z osmi částí (v závorce uveden počet obyvatel k 1.1.2015):
- Bromberg (42)
- Grafenschlag (396)
- Kaltenbrunn (67)
- Kleingöttfritz (71)
- Kleinnondorf (113)
- Langschlag (50)
- Schafberg (117)
- Wielands (36)

## Historie
První písemná zmínka pochází z roku 1321 ve tvaru marchtmuel iuxta Grevenschlag. Dne 15. října 1905 byl Grafenschlag připojen k železniční síti. První světová válka si mezi občany města také vyžádala nějaké oběti, ale největší katastrofa se udála 18. března 1921. Tehdy se obcí rozšířil požár a po jeho zlikvidování zůstalo stát jen šest z padesáti dvou domů. 9. května 1945 byl městys obsazen sovětskými vojsky až do konce okupace roku 1955. V poválečném období se udála řada změn, při kterých začal Grafenschlag ztrácet svůj venkovský charakter. V roce 1967 se spojil spolu s obcí Kleinnondorf a roku 1970 se připojil i Langschlag.

## Galerie

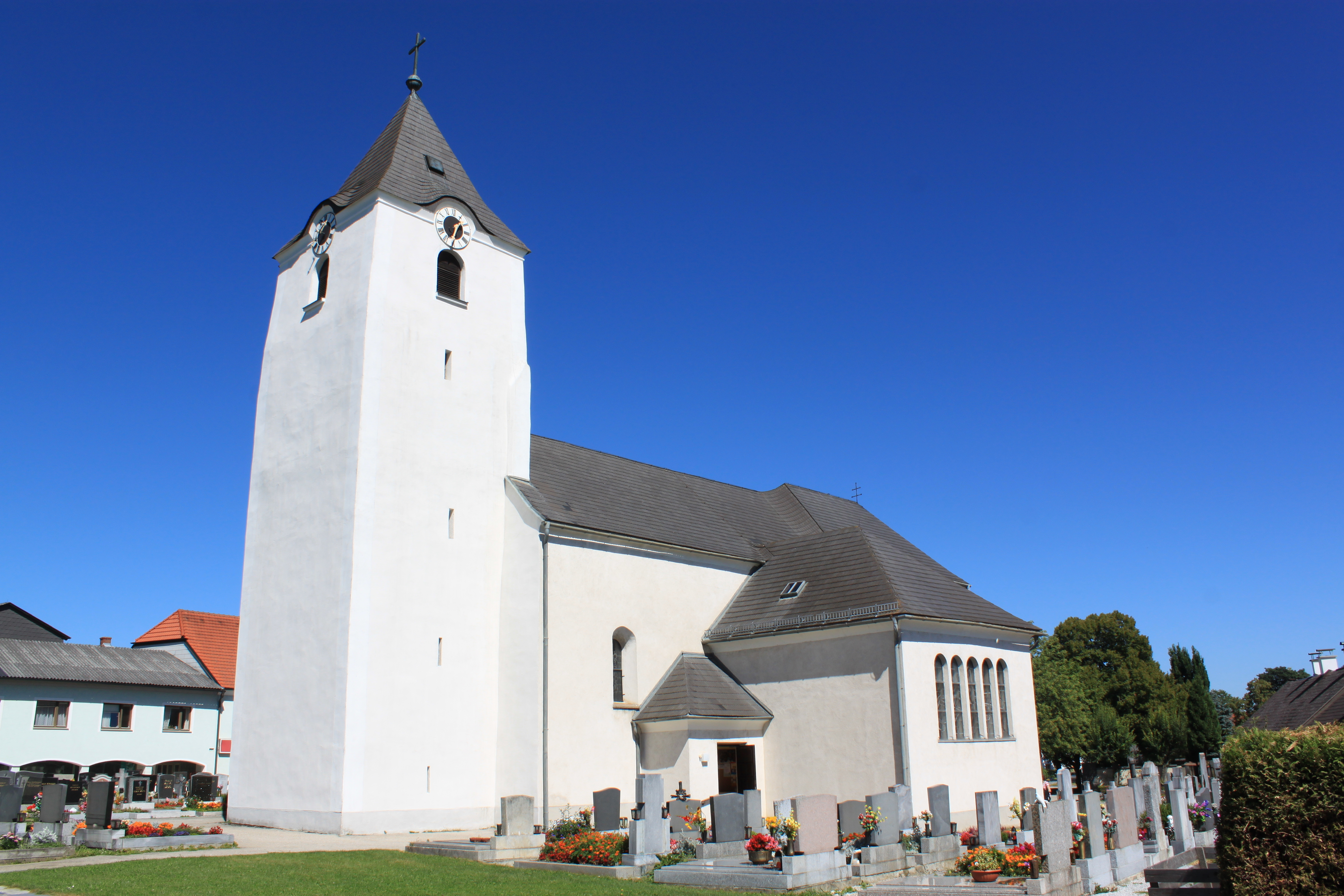
Farní kostel sv. Martina v Grafenschlagu
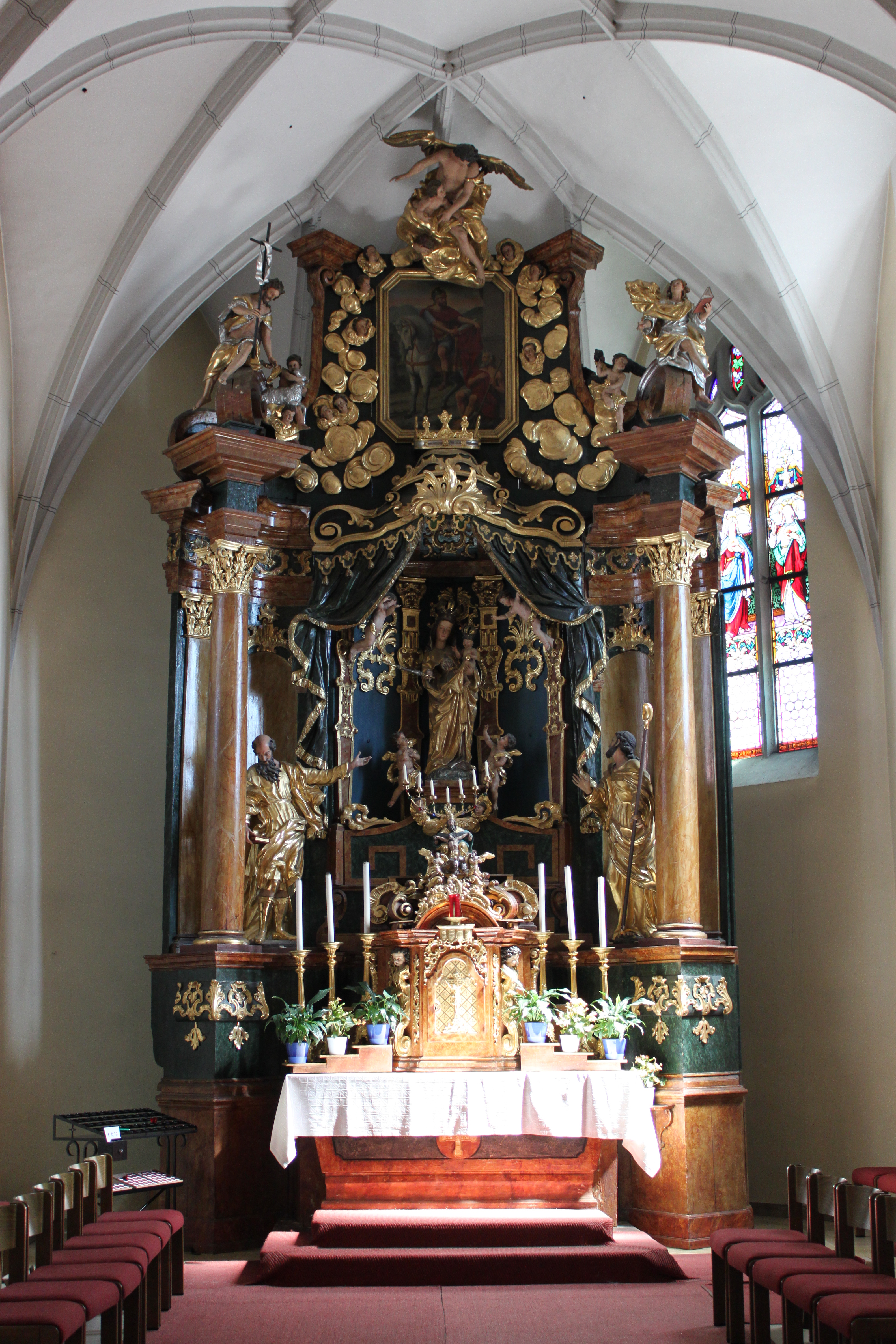
Farní kostel sv. Martina v Grafenschlagu (interiér)
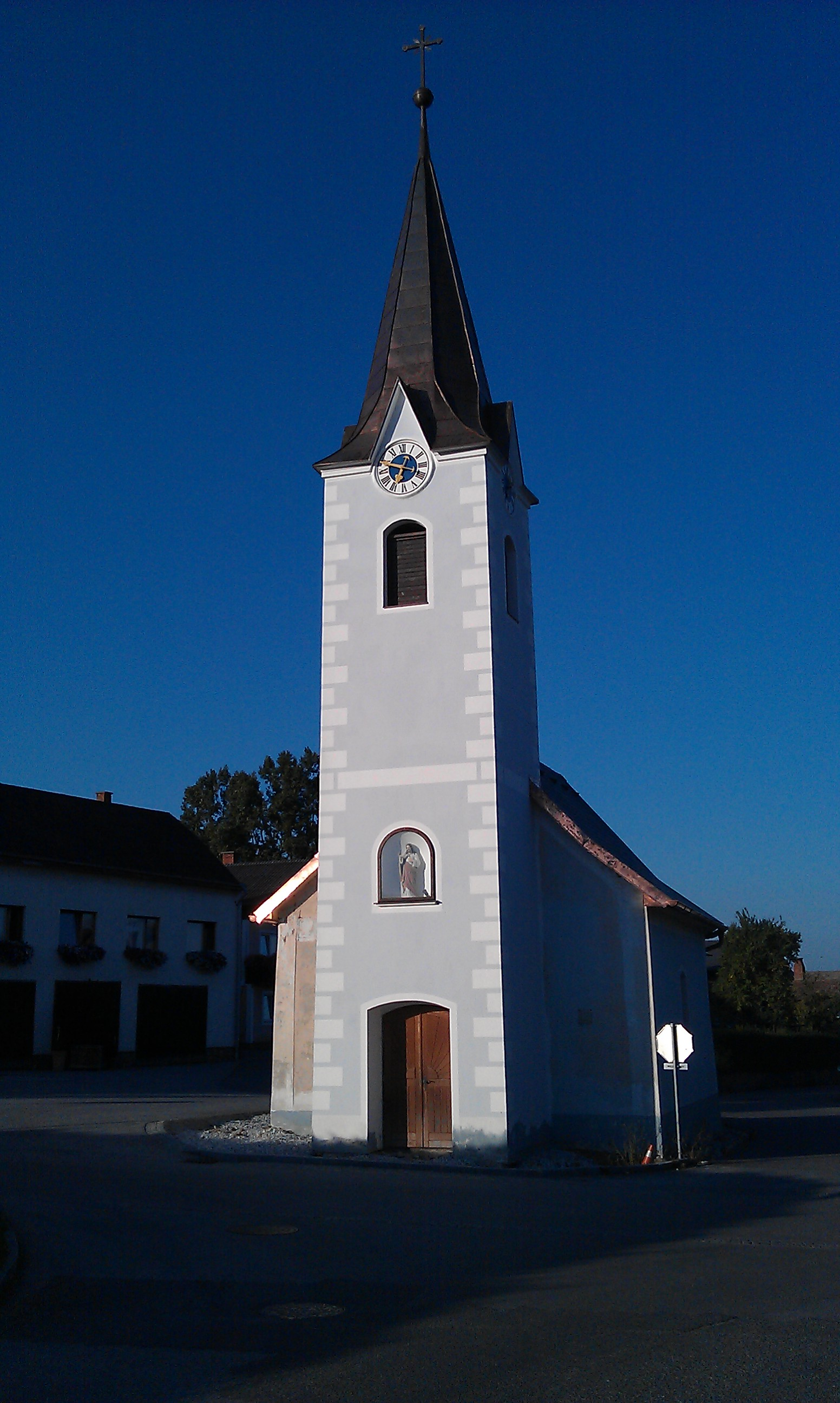
Místní kaplička v Kaltebrunnu
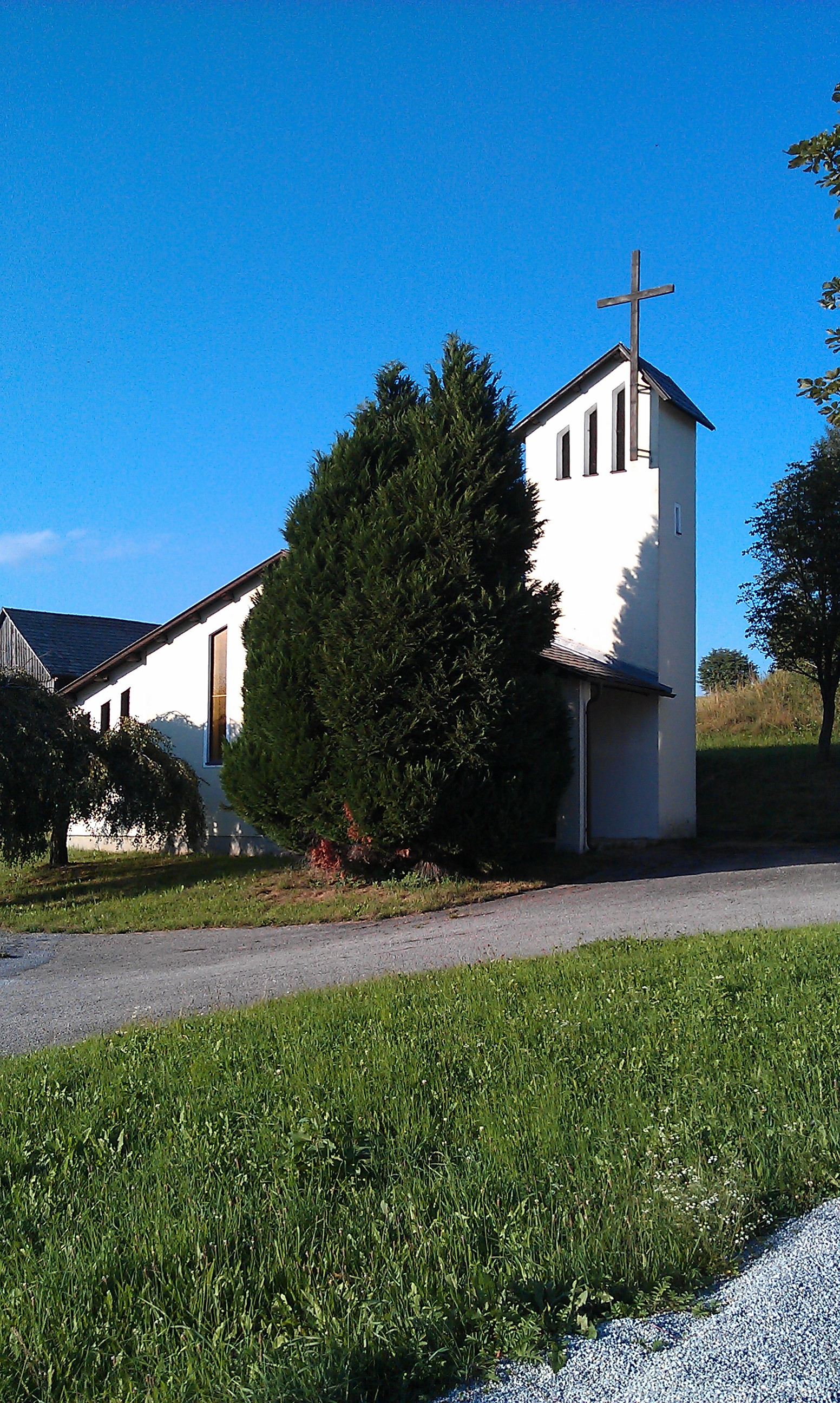
Novodobá kaple v Langschlagu